# ブルックス・イングランド

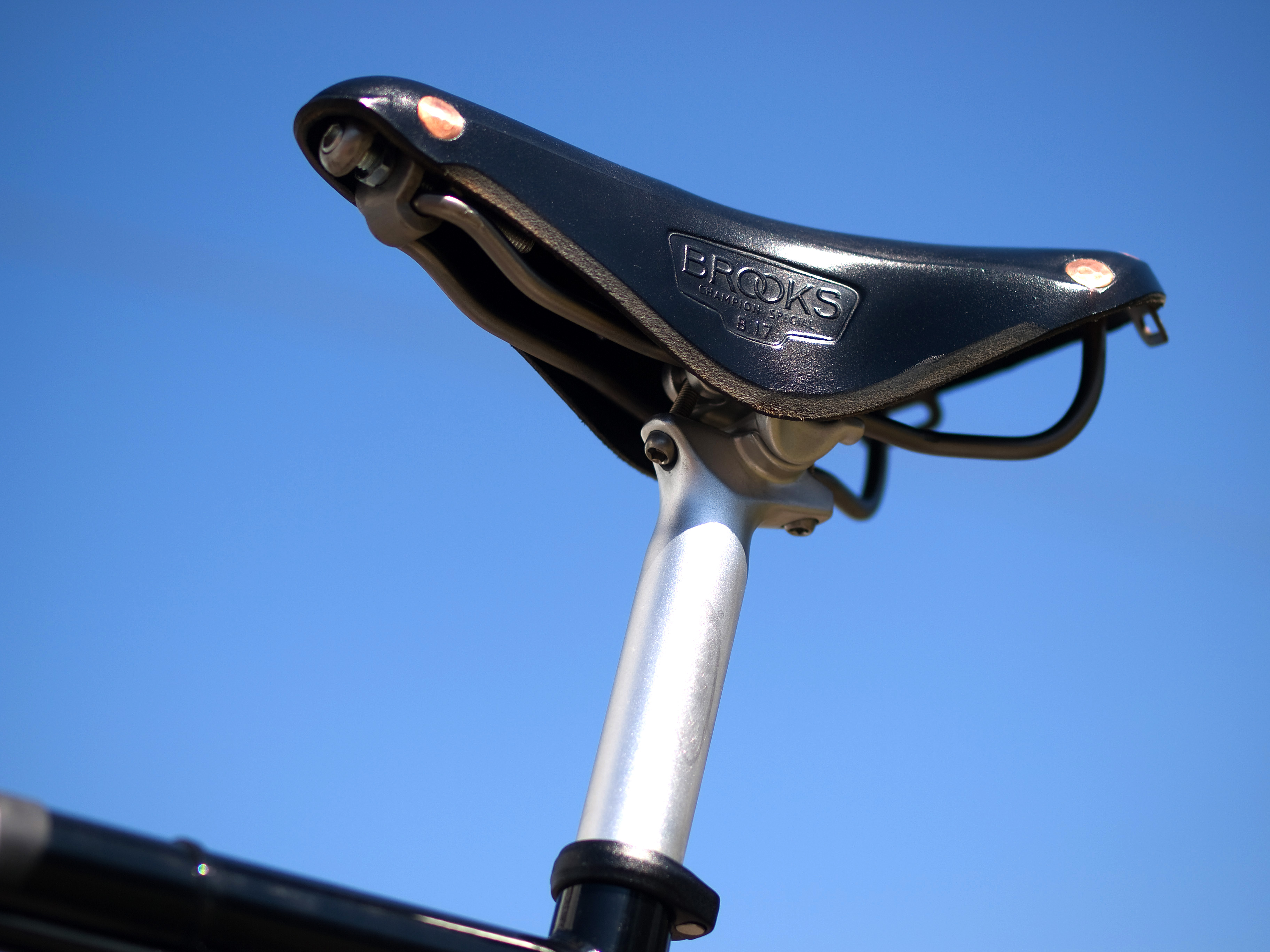
Brooks B17 Titanium

ブルックス・イングランド（Brooks England ）は1866年バーミンガムで創立された革サドルメーカーである。牛革を使う一枚の革を圧縮成形して製造する。革サドルを製造するメーカーとして現存している希有な会社。
当初は馬具から始まり、1920年代の全盛期は自転車のサドルのみならず、モーターサイクル用のサドルも手掛け、従業員数2500人を抱える大企業に成長した。
1980年代から合成樹脂、合成革のサドルが主流となったものの、革サドルは一度馴染めばしっかり身体にフィットするという特性ゆえに需要は一部の愛好家にはあった。2000年に親会社スターメーアーチャーの倒産により営業停止。そして2002年現在イタリアのセッレ・ロイヤル（Selle Royal ）によって買収された。以来チタンレールモデル、限定版、サドルバッグなどラインナップが増えている。

## 製品
定番モデルとしてB-17、プロフェッショナルなどがある。クラシックなサドルとして見られがちだが、近年ではサドルのレール部分をチタンにする軽量モデルも製造している。
なお主力のB17をはじめとしてサドル後部に金属環（バックループ）が備わっているモデルが多いが、これは伝統的にイギリスのサイクリストが使用することの多かったサドルバッグを取り付けるためのものである。

## 来歴
- 1866年 - 創始者ジョン・ボルトビー・ブルックス(John Boultbee Brooks )がバーミンガムでJB Brooks & Co.を創立
- 1882年10月28日 - 自転車用サドルの特許(英国特許番号5135)[2]を出願する[3][1]。
- 2002年 - イタリアのセッレ・ロイヤルの傘下に入る。